# Liten strandbeta
Liten strandbeta (Beta macrocarpa) är en amarantväxtart som beskrevs av Giovanni Gussone. Liten strandbeta ingår i släktet betor, och familjen amarantväxter. Inga underarter finns listade i Catalogue of Life.